# Polynormande 2025
La 45e édition de la Polynormande a eu lieu le 17 août 2025. Cette course cycliste d'un jour fait partie de la Coupe de France en tant que 15e manche de l'édition 2025. Elle fait aussi partie du calendrier UCI Europe Tour 2025 en catégorie 1.1 (troisième catégorie mondiale).

## Présentation

### Équipes participantes
| Unknown team category |
|                       |

## Classements

### Classement final
| \| Classement général \| Classement général \| Classement général \| Classement général \| Classement général \| \| Coureur \| Coureur \| Pays \| Équipe \| Temps \| \| ------------------ \| ------------------ \| ------------------ \| ------------------ \| ------------------ \| |         |      |        |       |
| |         |      |        |       |
| |         |      |        |       |
| Classement général |         |      |        |       |
| Coureur | Coureur | Pays | Équipe | Temps |

## Liste des participants
| Légende | Légende                                                                    | Légende | Légende                                                    |
| ------- | -------------------------------------------------------------------------- | ------- | ---------------------------------------------------------- |
| Num     | Dossard de départ porté par le coureur sur cette course                    | Pos     | Position à l'arrivée de la course                          |
|         | Indique un maillot de champion national ou mondial, suivi de sa spécialité | NP      | Indique un coureur qui n'a pas pris le départ de la course |
| AB      | Indique un coureur qui n'a pas terminé la course                           | HD      | Indique un coureur qui a terminé la course hors des délais |
| DSQ     | Indique un coureur qui a été disqualifié de la course                      |         |                                                            |